# フェーローニア

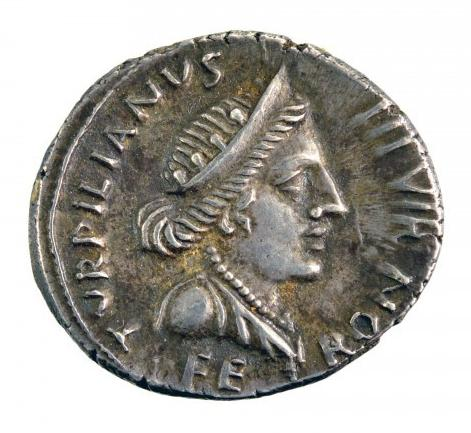
アウグストゥスの時代からのデナリウスは、銀で、金銭の治安判事ペトロニウス・トゥルピリアヌスの下で鋳造された。 右側には、女神フェーローニアの横顔の胸像が王冠で飾られ、ドレープに身を包み、首にネックレスが付いている。凡例：TURPILLIANUS III VIR FE RON（「Turpillianusはフェーローニアの金銭的な三頭政治の治安判事である」）

フェーローニアまたはフェロニア(Feronia)は古代ローマで信仰されていた女神で、肥沃さと豊穣の女神であり、プレーブスと解放奴隷に特に信仰されていた。その祭りである Feroniae は11月15日に開催され、その前後の期間は Ludi Plebeii（平民の競技大会）が開催されていた。この祭りでは同時にフォルトゥーナ・プリミゲニアも祭られており、どちらもプラエネステの女神とされていた。

## 起源と特徴
ウァッローは、フェーローニアをローマに祭壇のあるサビーニー人の神に分類している。フェーローニアに関する金石文はほとんどがイタリア中央部で見つかっている。サビーニー人の金貸し業者は財産の保管場所の上にフェーローニアなどを祀った。フェーローニアがローマの宗教に導入されたのは、マニウス・クリウス・デンタトゥスが紀元前3世紀初頭にサビーニー人（具体的には現在のリエーティ県）を征服してからである。
古代におけるフェーローニア信仰の形態については様々に推測されているが、一柱の女神だったのか、一つの機能しかなかったのかも不明である。フェーローニアを収穫の女神とする者もいて、収穫祭で翌年の豊作を祈ってフェーローニアを祭ったとしている。
ウェルギリウスの『アエネーイス』では、エトルーリアのフェーローニアの森から来た軍勢がトゥルヌスに加勢してアイネイアースと戦っている。アルカディア人の王エウアンドロスは、若いころフェーローニアの息子エリュルス（ゲーリュオーンのように三頭三体の怪物だった）をどうやって殺したかを語っている。エウアンドロスはエリュルスを3回殺さなければならなかった。ウェルギリウスはエリュルスをプラエネステの王としているが、他の文献には登場しない。

## 信仰の場所

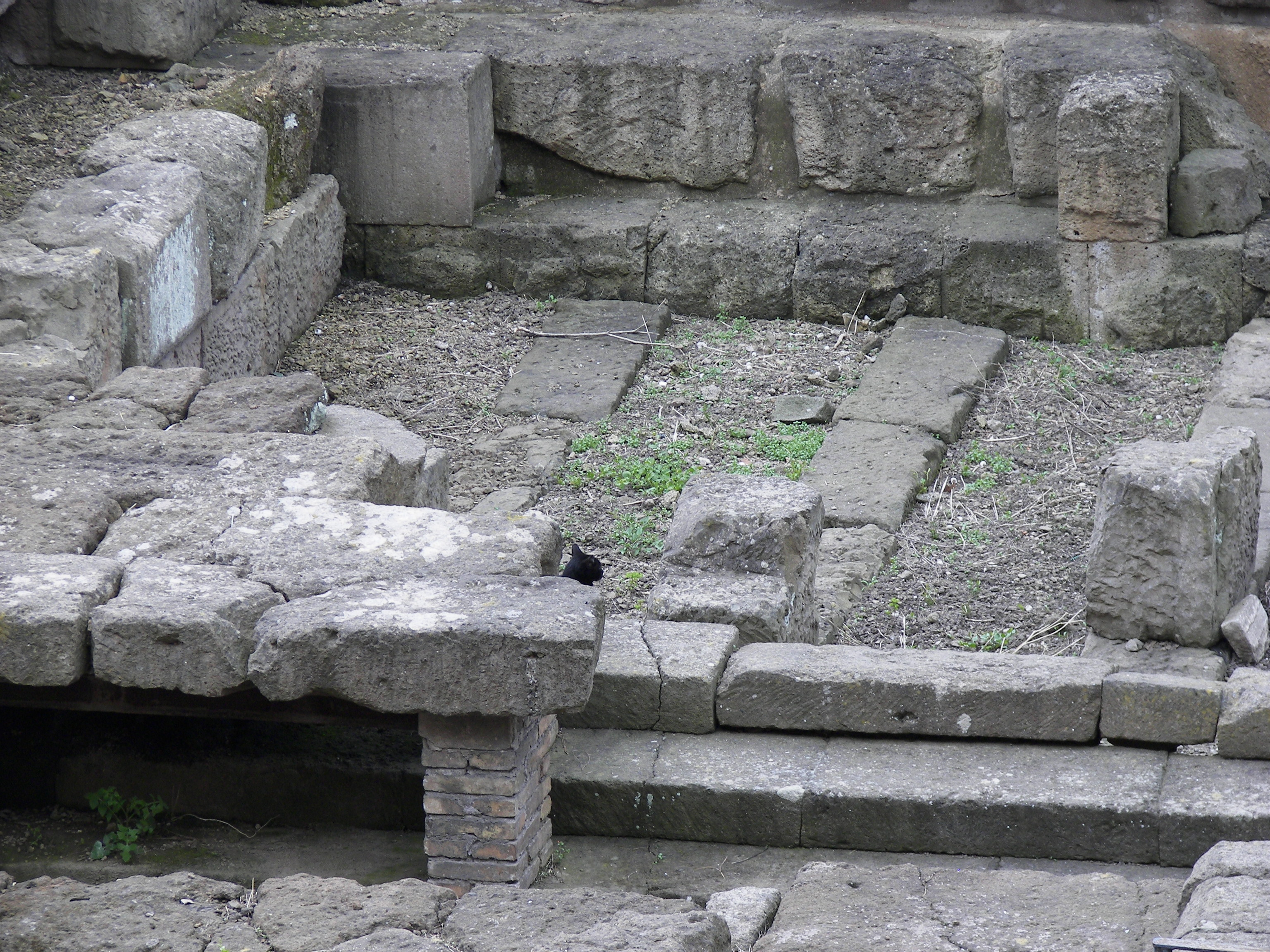
トッレ・アルジェンティーナ広場のフェーローニアの神殿跡

フェーローニアの神殿はソーラクテ山のふもとにあった。Lucus Feroniaeまたは「フォーローニアの森」（フィアーノ・ロマーノ）ではかつて毎年フェーローニアの祭りが開催され、その祭りには見本市のような性質もあった。
もう1つの重要な場所はアンクスル（Anxur、ラティウム南部のテッラチーナにある）で、セルウィウスによればここに puer Juppiter（少年ユーピテル）と Juno virgo（処女ユーノー）が祭られていたが、セルウィウスは後者をフェーローニアだとしている。また、奴隷から解放された人々はテッラチーナのこの神殿に赴き、自由を象徴する pileus という帽子を被せてもらったという。
カンプス・マルティウスにあったフェーローニアの神殿は、現在はトッレ・アルジェンティーナ広場にあり、クリウス・デンタトゥスがサビーニー人に勝利したことを記念して建てたと言われている。クリウス・デンタトゥスは他にも水路やローマ水道を建設し、この神殿の側にも噴水を建設した。アクイレイアやテッラチーナのフェーローニアの祭祀場の近くには泉があり、その祭礼に泉を使っていた。

## 解放奴隷とリーベルタース
ウァッローはフェーローニアと自由を人格化した女神リーベルタースを同一とした。セルウィウスによれば、フェーローニアは解放奴隷 (dea libertorum) の守護女神だった。テッラチーナの神殿の石碑には「ふさわしい奴隷をここに座らせよ。立ち上がったとき彼は自由だ」とある。リウィウスによれば、紀元前217年、女性の解放奴隷たちがお金を集めフェーローニアに捧げたという。

## 生き延びていた信仰
Charles Godfrey Leland は19世紀のトスカーナ地方で「魔女」フェロニアについての伝統行事が生き延びていたことを発見した。